# روسلان نسیبولین
روسلان نسیبولین (روسی: Руслан Рафикович Насибулин؛ زادهٔ ۲ مارس ۱۹۸۱) شمشیرباز اهل روسیه است.